# Parmaturus melanobranchus
Parmaturus melanobranchus és una espècie de peix de la família dels esciliorrínids i de l'ordre dels carcariniformes.

## Morfologia
- Les femelles poden assolir 85 cm de longitud total.[1]

## Reproducció
És ovípar.

## Hàbitat
És un peix marí que viu entre 540-810 m de fondària.

## Distribució geogràfica
Es troba al Mar de la Xina Meridional.